# Tarennoidea wallichii
Tarennoidea wallichii är en måreväxtart som först beskrevs av Joseph Dalton Hooker, och fick sitt nu gällande namn av Deva D. Tirvengadum och Claude Henri Léon Sastre. Tarennoidea wallichii ingår i släktet Tarennoidea och familjen måreväxter. Inga underarter finns listade i Catalogue of Life.